# あなたのキスを数えましょう Opus II
「あなたのキスを数えましょう Opus II」（あなたのキスをかぞえましょう オーパス・ツー）は、日本の歌手、小柳ゆき with trans@kのシングル、小柳ゆきとしては3枚目のシングルとなる。2000年1月26日発売。発売元はワーナーミュージック・ジャパン。

## 収録曲
1. あなたのキスを数えましょう Opus II (5:57)
作詞：trans@k/高柳恋、作曲：中崎英也、編曲：Kashif
Kissmark（1999年 - 2000年）CMソング。
2. あなたのキスを数えましょう Opus II（English Version) (5:55)
作詞：trans@k/Kingsalmon、作曲：中崎英也、編曲：Kashif
3. あなたのキスを数えましょう Opus II(Acoustic Version) (6:16)
作詞：trans@k/高柳恋、作曲：中崎英也、編曲：斉藤仁
4. あなたのキスを数えましょう Opus II(less yuki mix) (6:02)
5. あなたのキスを数えましょう Opus II(less Kashif mix) (5:53)